# Camboglanna
Camboglanna (současným názvem Castlesteads) byla římská pevnost, dvanáctá v Hadriánově valu, počítáno od východu. Nachází se v hrabství Cumbria na severozápadě Anglie, mezi pevnostmi Banna na východě a Uxelodunum (Petriana, Stanwix) na západě, téměř 11 km západně od Birdoswaldu.
Na vysokém útesu nad údolím potoka Cam Beck (psáno též Cambeck), přítoku řeky Irthing, střežila důležitý přístup k valu a také oblast na východ od tohoto toku, odkud hrozily nájezdy z oblasti okolo dnešního Bewcastle.
Když se v roce 1791 zakládaly zahrady domu Castlesteads, lokalita byla prakticky srovnána se zemí. Na téměř polovině plochy, kde pevnost byla, je ohrazená zahrada, v níž se nad zemí ze starověku nedochovalo nic, a zbývající část je do značné míry porostlá listnatými stromy.

## Název pevnosti

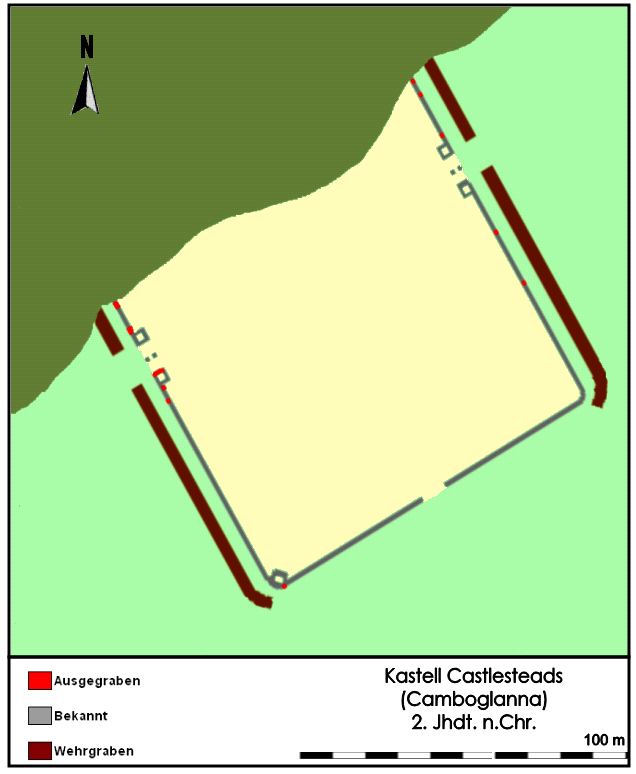
Camboglanna, půdorys pevnosti

Pojmenování “Camboglanna” pravděpodobně znamená "údolí do oblouku" nebo “oblouk (toku)”, protože pevnost shlíží na zátočinu řeky Irthing.
Kolem římského pojmenování pevnosti v novověku vznikly nejasnosti. Svého času bylo jméno Camboglanna pokládáno za název pevnosti Birdoswald, ale potom byl tento názor změněn a připsán chybě v dokumentu Notitia Dignitatum. V něm je Castlesteads v podobě Amboglanna mezi pevnostmi Magnis (Carvoran, Northumberland) a Petrianis (Stanwix, Cumbria).
Rozhodující pro zjištění skutečného názvu bylo nalezení bronzového poháru v Rudge v hrabství Wiltshire a podobné nádoby ve francouzském městě Amiens. Tyto pravděpodobně suvenýry z Hadriánova valu uvádějí seznam míst na valu od západu na východ: Uxelodunum (Stanwix či Petriana, Cumbria), Camboglan/ni/s, Banna a Esica (Great Chesters). Pevnost Castlesteads je tedy Camboglanna, kdežto Birdoswald Římané nazývali Banna.

## Popis
Pevnost měla přibližně čtvercový půdorys, protože měřila zhruba 120 krát 120 metrů (dle jiného zdroje 122 m x 122 m). Pokrývala plochu přibližně jeden a půl hektaru. Byla orientována ze severozápadu na jihovýchod a je odtamtud výhled na údolí potoka Cambeck. Severozápadní stranu pevnosti zničila vodní eroze.
Pevnost sice leží mezi valem (Vallum) a Hadriánovým valem, od kterého poněkud na jih. Touto pozicí se odlišuje od všech ostatních pevností valu. Zřejmě byl v době stavby pevnosti už vybudován na nejlepším místě, kde se dal Cambeck překročit, proto pro novou pevnost zvolili strategicky nejvýhodnější místo, i když bylo od valu o něco dál.

## Časové zařazení

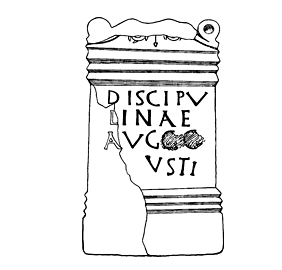
Oltář z let 212-217, červený pískovec, nalezen v Castlesteads roku 1791 nebo krátce před tím

Pevnost pravděpodobně pochází z druhé poloviny 20. let 2. století a pozdější kamenná pevnost zhruba z 60. let, kdy byly po opuštění Antoninova valu jednotky na val znovu přemístěny.

## Posádka
V druhém století v pevnosti sídlila první kohorta Batavů, Cohors Primae Batavorum, a po ní čtvrtá kohorta Galů, Cohors Quartae Gallorum. Dva oltáře z Castlesteads svědčí o tom, že na tomto místě byla Cohors IIII Gallorum Equitata, tj. smíšený oddíl pěchoty a jízdy, jejíž členové pocházeli z galských kmenů střední Francie.
Ve třetím století posádku tvořila II. kohorta Tungrorum, Cohors II Tungrorum Milliaria Equitata, s tisícem mužů jezdectva a pěchoty pocházejícím z kmene Tungri, který obýval oblast Ardennes v moderní Belgii.
Nápis nalezený roku 1732 poblíž východní brány pevnosti dokládá přítomnost Šesté legie Legio Sextae Victrix. Dále byl v hypokaustu nalezen důkaz o přítomnosti Dvacáté legie Legio Vicesimae Gordiana.

## Archeologické vykopávky
V roce 1934 byly částečně odkryty všechny stěny pevnosti, jen s výjimkou severovýchodní zdi. Vykopány byly také severovýchodní a jihozápadní dvojité brány a věž v jižním rohu. Bylo také zjištěno, že pevnost chránil jen jeden příkop. Na místě bylo nalezeno několik oltářů, které se zachovaly do moderní doby.
Až v druhé polovině 20. století byly provedeny rozsáhlé vykopávky, které poskytly důkazy, že první posádkou byla první kohorta Dáků, latinsky Cohors Primae Aelia Dacorum, což je jednotka spojovaná s pevností Camboglanna v dokumentu Notitia Dignitatum. Později byl v pevnosti Birdoswald nalezen oltář římského boha lesa Silvana, který mu věnovali Venatores Bannienses, tj. "lovci z pevnosti Banna". S velkou pravděpodobností tito muži tvořili oddíl jezdectva a měli někdy ve 4. století základnu v pevnosti Birdoswald, od jejíhož jména bylo odvozeno pojmenování jejich jednotky.
V roce 1741 bylo mimo samotnou pevnost objeveno místo, kde se nacházely lázně; část budovy se podařilo vykopat.
Nalezeny byly také čtyři náhrobní kameny; tři s čitelnými nápisy.